# آزادی مذهب در ژاپن
آزادی مذهب در ژاپن (انگلیسی: Freedom of religion in Japan)، ماده ۲۰ قانون اساسی ژاپن "آزادی ادیان را در ژاپن"" پیش‌بینی می‌کند.
در سال ۲۰۲۳، این کشور برای آزادی مذهبی امتیاز ۴ از ۴ را کسب کرد.

## جمعیت‌شناسی مذهبی
دولت ژاپن گروه‌های مذهبی را ملزم نمی‌کند که عضویت خود را گزارش کنند، بنابراین تعیین دقیق تعداد پیروان گروه‌های مذهبی مختلف دشوار بود. آژانس امور فرهنگی در سال ۲۰۱۷ گزارش داد که تعداد ادعاهای عضویت که توسط گروه‌های مذهبی ادعا می‌شود بالغ بر ۱۸۲ میلیون نفر است. این در حالی است که کل جمعیت ژاپن ۱۲۷ میلیون نفر است این گزارش عضویت‌های همپوشانی را در نظر نمی‌گیرد (برخی خانواده‌ها ممکن است در هر دو گروه مذهبی ثبت نام کرده باشند هم معبد بودایی و هم یک زیارتگاه شینتو)، یا عضویت مضاعف به دلیل این عدد که نزدیک به دو برابر جمعیت ژاپن را نشان می‌دهد که نشان دهنده وابستگی بسیاری از شهروندان به تلفیق‌گرایی است. به عنوان مثال، برای ژاپنی‌ها بسیار رایج است که هر دو آیین بوداگرایی ژاپنی و شینتو را انجام دهند.
بر اساس سالنامه سالانه آژانس، در سال ۲۰۲۰، ۸۸ میلیون نفر خود را شینتو، ۸۴ میلیون نفر بودایی، ۲ میلیون نفر مسیحیت در ژاپن و بیش از ۷ میلیون نفر پیرو ادیان «دیگر» هستند. از جمله تنیریکیو، ساچی-نو-ایه، کلیسای مسیحیت جهانی و پی ال کیودان/انجمن آزادی کامل. دانشگاهیان تخمین می‌زنند که ۲۳۰۰۰۰ مسلمان در ژاپن وجود دارد که ۲۰ درصد آنها شهروندان ژاپنی هستند؛ حدود ۲۰۰۰ تا ۴۰۰۰ نفر نیز یهودی در کشور وجود دارد.
از دسامبر ۲۰۱۷، بر اساس قانون اشخاص حقوقی مذهبی ۱۹۵۱، دولت ۱۵۷ مدرسه بودیسم را به رسمیت شناخت. شش مکتب اصلی بودیسم عبارتند از فرقه‌های تندای، شینگون، بوداگرایی پاک‌بوم (فرقه جودو و شین بودیسم، ذن (سوتو (فرقه ذن) و فرقه رینزای فرقه‌ها)، بوداگرایی نیچیرن، و نانتو روکوشو. علاوه بر این، تعدادی سازمان غیر روحانی بودایی، از جمله سوکا گاکای وجود دارد که عضویت هشت میلیونی را گزارش کرده است. دو مکتب اصلی شینتو، انجمن زیارتگاه‌های شینتو و کیوهاشینتو هستند. علاوه بر این، تغییرات قانونی پس از جنگ به استفاده رژیم امپراتوری ژاپن از گفتمان‌های «نه دین» (هی شینکیو) برای حفاظت از امتیازات مذهبی جنبش‌های شینتو مورد حمایت دولت پایان داد.

## وضعیت آزادی مذهبی

### چارچوب حقوقی و سیاستی
قانون اساسی آزادی مذهب را پیش‌بینی کرده است و دولت در عمل به این حق احترام می‌گذارد. در تمام سطوح، دولت ژاپن به دنبال حفاظت کامل از این حق است و سوء استفاده از آن را چه توسط بازیگران دولتی و چه توسط بازیگران خصوصی تحمل نمی‌کند. طبق گزارش آژانس امور فرهنگی، تا دسامبر ۲۰۲۲، ۱۸۰۵۴۴ گروه مذهبی توسط دولت به عنوان سازمان‌های مذهبی دارای وضعیت شرکتی تأیید شده‌اند. با این حال، سازمان‌های مذهبی معتبر از مزایای مالیاتی برخوردار می‌شوند. بیش از ۸۳ درصد از گروه‌های مذهبی تا سال ۲۰۱۶ گواهی نامه دریافت کردند. قانون ژاپن بیان می‌کند که مدارس دولتی نمی‌توانند دستورهای مذهبی بدهند. مدارس خصوصی مجاز به تدریس ادیان خاص هستند.
در پی حادثه حمله با گاز سارین در متروی توکیو توسط اووم شینریکو، قانون اشخاص حقوقی مذهبی در سال ۱۹۹۶ اصلاح شد تا به دولت اختیار نظارت بر گروه‌های مذهبی معتبر را بدهد. قانون اصلاح شده مؤسسات مذهبی معتبر را ملزم می‌کند تا دارایی‌های خود را به دولت افشا کنند و به دولت این اختیار را می‌دهد که نقض احتمالی مقررات مربوط به فعالیت‌های انتفاعی را بررسی کند. مقام‌ها حق دارند در صورت تخطی از این مقررات، فعالیت‌های انتفاعی یک تشکل مذهبی را متوقف کنند.

### تغییر مذهبی اجباری
وزارت امور خارجه ایالات متحده آمریکا در گزارش سالانه آزادی مذهبی بین‌المللی به ژاپن در سال ۲۰۱۱ به گزارش حقوق بشر بدون مرزهای بین‌المللی، که به CESNUR متصل است، استناد کرد. گزارش سالانه آزادی مذهبی بین‌المللی در سال ۲۰۱۱ به ژاپن خلاصه می‌کند که برنامه‌نویس‌زدایی چندین سال با اعضای خانواده در مورد «ربوده شدن» اعضای کلیسای اتحاد و دیگر گروه‌های مذهبی اقلیت همکاری می‌کنند. در همان گزارش، به گزارش‌های دیگر سازمان‌های غیردولتی استناد کرد که کلیسای اتحاد را به «اغراق یا جعل» گزارش‌های مربوط به برنامه‌زدایی غیراخلاقی متهم کردند.

### موارد دیگر
در سال ۲۰۱۱، ۱۴ مسلمان علیه دولت شکایت کردند، زمانی که اسناد فاش شده نشان می‌داد که اداره پلیس کلانشهر توکیو و آژانس پلیس ملی (ژاپن) به‌طور سیستماتیک داده‌های شخصی، فعالیت‌های مذهبی و انجمن‌های خود را جمع‌آوری کرده‌اند، به این دلیل که گفته می‌شود از دینشان این پرونده در ژانویه ۲۰۱۴ منتفی شد. دادگاه اعلام کرد که نظارت سرزده پلیس برای محافظت از ژاپن در برابر تهدید تروریسم بین‌المللی «ضروری و اجتناب ناپذیر» است. اگرچه متوجه شد که پلیس در حفاظت از اطلاعاتی که جمع‌آوری کرده بود سهل انگاری کرده و دستور پرداخت غرامت به شاکیان را صادر کرد.